# Paul Roger-Bloche
Paul Roger-Bloche, född 31 maj 1865 i Paris, död där 1943, var en fransk skulptör.
Roger-Bloche studerade för Pierre-Jules Cavelier och Louis-Ernest Barrias och fick sitt speciella område som skildrare av samhällets vanlottade. Flera av hans grupper och bilder i brons, Barnet, Köld, Hunger med flera, finns i Luxembourgmuseet och i staden Paris samling.